# Ozyptila flava
Ozyptila flava är en spindelart som beskrevs av Simon 1875. Ozyptila flava ingår i släktet Ozyptila och familjen krabbspindlar.
Artens utbredningsområde är Spanien. Inga underarter finns listade i Catalogue of Life.